# Sotiris Kaiafas
Sotiris Kaiafas (ur. 17 grudnia 1949 w Mia Milii) – cypryjski piłkarz, który występował na pozycji napastnika. W latach 1972–1980 reprezentant Cypru.

## Kariera klubowa
Kaiafas swoją karierę piłkarską związał z drużyną Omonia Nikozja. W pierwszym zespole zadebiutował w 1967. Omonia z Kaiafasem w składzie odnosiła największe sukcesy w swojej historii. Jedenastokrotnie Kaiafas zostawał z Omonią mistrzem Cypru w sezonach 1971/1972, 1973/1974, 1974/1975, 1975/1976, 1976/1977, 1977/1978, 1978/1979, 1980/1981, 1981/1982, 1982/1983, 1983/1984. Sześciokrotnie zdobywał Puchar Cypru w sezonach 1971/1972, 1973/1974, 1979/1980, 1980/1981, 1981/1982, 1982/1983. Pięciokrotnie wywalczył z Omonią Superpuchar Cypru w sezonach 1978/1979, 1979/1980, 1980/1981, 1981/1982, 1982/1983. 
Kaiafas wykazywał się w Omonii bardzo dużą skutecznością pod bramką rywali. Ośmiokrotnie zostawał królem strzelców Protathlima A’ Kategorias w sezonach 1971/1972 (24 bramki), 1973/1974 (20 bramek), 1975/1976 (39 bramek), 1976/1977 (44 bramki), 1978/1979 (28 bramek), 1979/1980 (23 bramek), 1980/1981 (14 bramek) i 1981/1982 (19 bramek). Skuteczność z sezonu 1975/1976 pozwoliła Kaiafasowi wywalczył Europejski Złoty But, czyli nagrodę dla najskuteczniejszego piłkarza w Europie. 
Jako piłkarz Omonii, spędził w klubie 17 lat. Zagrał w 388 spotkaniach, w których strzelił 261 bramek. Karierę piłkarską zakończył w 1984. 
W 2004 został wybrany piłkarzem 50-lecia Cypru z okazji Jubileuszu UEFA.
| Sezon   | Klub           | Kraj | Rozgrywki                 | Mecze | Bramki |
| ------- | -------------- | ---- | ------------------------- | ----- | ------ |
| 1967/68 | Omonia Nikozja | Cypr | Protathlima A’ Kategorias |       |        |
| 1968/69 | Omonia Nikozja | Cypr | Protathlima A’ Kategorias |       |        |
| 1969/70 | Omonia Nikozja | Cypr | Protathlima A’ Kategorias |       |        |
| 1970/71 | Omonia Nikozja | Cypr | Protathlima A’ Kategorias |       |        |
| 1971/72 | Omonia Nikozja | Cypr | Protathlima A’ Kategorias |       | 12     |
| 1972/73 | Omonia Nikozja | Cypr | Protathlima A’ Kategorias | 22    | 2      |
| 1973/74 | Omonia Nikozja | Cypr | Protathlima A’ Kategorias |       | 20     |
| 1974/75 | Omonia Nikozja | Cypr | Protathlima A’ Kategorias |       |        |
| 1975/76 | Omonia Nikozja | Cypr | Protathlima A’ Kategorias |       | 39     |
| 1976/77 | Omonia Nikozja | Cypr | Protathlima A’ Kategorias |       | 44     |
| 1977/78 | Omonia Nikozja | Cypr | Protathlima A’ Kategorias |       |        |
| 1978/79 | Omonia Nikozja | Cypr | Protathlima A’ Kategorias |       | 28     |
| 1979/80 | Omonia Nikozja | Cypr | Protathlima A’ Kategorias |       | 23     |
| 1980/81 | Omonia Nikozja | Cypr | Protathlima A’ Kategorias |       | 14     |
| 1981/82 | Omonia Nikozja | Cypr | Protathlima A’ Kategorias |       | 19     |
| 1982/83 | Omonia Nikozja | Cypr | Protathlima A’ Kategorias |       |        |
| 1983/84 | Omonia Nikozja | Cypr | Protathlima A’ Kategorias |       |        |

## Kariera reprezentacyjna
Kaiafas po raz pierwszy w reprezentacji Cypru zagrał 19 listopada 1972 w spotkaniu przeciwko Bułgarii, zakończonym porażką Cypru 0:4. Uczestniczył wraz z kadrą w eliminacjach do Mistrzostw Świata 1974 (2 spotkania), Mistrzostw Świata 1978 (5 spotkań) oraz Mistrzostw Świata 1982 (4 spotkania).
Zagrał także łącznie w 4 spotkaniach eliminacyjnych do mistrzostw Europy 1976 i 1980. Po raz ostatni w drużynie narodowej wystąpił 21 grudnia 1980 w meczu z Belgią, przegranym 0:2.
Łącznie w latach 1972–1980 Kaiafas zagrał dla Cypru w 17 spotkaniach, w których strzelił 2 bramki. 
| Mecze i gole w reprezentacji | Mecze i gole w reprezentacji | Mecze i gole w reprezentacji | Mecze i gole w reprezentacji | Mecze i gole w reprezentacji | Mecze i gole w reprezentacji | Mecze i gole w reprezentacji |
| #                            | Data                         | Miasto                       | Przeciwnik                   | Gol                          | Wynik                        | Rozgrywki                    |
| ---------------------------- | ---------------------------- | ---------------------------- | ---------------------------- | ---------------------------- | ---------------------------- | ---------------------------- |
| 1.                           | 19.11.1972                   | Lisi                         | Bułgaria                     |                              | 0:4                          | El. MŚ 1974                  |
| 2.                           | 18.11.1973                   | Sofia                        | Bułgaria                     |                              | 0:2                          | El. MŚ 1974                  |
| 3.                           | 05.11.1975                   | Limassol                     | Grecja                       |                              | 1:0                          | towarzyski                   |
| 4.                           | 23.11.1975                   | Limassol                     | Czechosłowacja               |                              | 0:3                          | El. ME 1976                  |
| 5.                           | 23.05.1976                   | Limassol                     | Dania                        |                              | 1:5                          | El. MŚ 1978                  |
| 6.                           | 27.10.1976                   | Kopenhaga                    | Dania                        |                              | 0:5                          | El. MŚ 1978                  |
| 7.                           | 31.10.1976                   | Warszawa                     | Polska                       |                              | 0:5                          | El. MŚ 1978                  |
| 8.                           | 05.12.1976                   | Limassol                     | Portugalia                   |                              | 1:2                          | El. MŚ 1978                  |
| 9.                           | 15.05.1977                   | Limassol                     | Polska                       |                              | 1:3                          | El. MŚ 1978                  |
| 10.                          | 13.05.1979                   | Limassol                     | Rumunia                      | Gol                          | 0:1                          | El. ME 1980                  |
| 11.                          | 14.11.1979                   | Nowy Sad                     | Jugosławia                   |                              | 1:3                          | El. ME 1980                  |
| 12.                          | 18.11.1979                   | Bukareszt                    | Rumunia                      |                              | 0:2                          | El. ME 1980                  |
| 13.                          | 16.01.1980                   | Nikozja                      | Grecja                       |                              | 1:1                          | towarzyski                   |
| 14.                          | 26.03.1980                   | Nikozja                      | Irlandia                     | Gol                          | 2:3                          | El. MŚ 1982                  |
| 15.                          | 11.10.1980                   | Limassol                     | Francja                      |                              | 0:7                          | El. MŚ 1982                  |
| 16.                          | 19.11.1980                   | Dublin                       | Irlandia                     |                              | 0:6                          | El. MŚ 1982                  |
| 17.                          | 21.12.1980                   | Nikozja                      | Belgia                       |                              | 0:2                          | El. MŚ 1982                  |

## Sukcesy

### Omonia Nikozja
- Mistrzostwo Cypru: 1971/1972, 1973/1974, 1974/1975, 1975/1976, 1976/1977, 1977/1978, 1978/1979, 1980/1981, 1981/1982, 1982/1983, 1983/1984
- Puchar Cypru: 1971/1972, 1973/1974, 1979/1980, 1980/1981, 1981/1982, 1982/1983
- Superpuchar Cypru: 1978/1979, 1979/1980, 1980/1981, 1981/1982, 1982/1983

### Indywidualne
- Król strzelców Protathlima A’ Kategorias: 1971/1972 (24 bramki), 1973/1974 (20 bramek), 1975/1976 (39 bramek), 1976/1977 (44 bramki), 1978/1979 (28 bramek), 1979/1980 (23 bramek), 1980/1981 (14 bramek), 1981/1982 (19 bramek)

### Wyróżnienia
- Europejski Złoty But: 1975/1976
- Sportowiec roku na Cyprze: 1976, 1978
- Piłkarz 50-lecia Cypru z okazji Jubileuszu UEFA: 2004